# Боболович, Александр Сергеевич
Александр Сергеевич Боболович (бел. Аляксандр Сяргеевіч Бабаловіч, 24 сентября 1964, пос. Речица, Столинский район, Брестская область, Белорусская ССР, СССР) — белорусский государственный и политический деятель. Депутат Палаты представителей Национального собрания Беларуси VI и VII созывов.

## Биография
Александр Сергеевич Боболович уроженец посёлка Речица Столинского района Брестской области Белорусской ССР, родился 24 сентября 1964 года.
Завершил обучение и получил диплом о высшем образовании окончив обучение в Ленинградском ордена Трудового Красного Знамени сельскохозяйственном институте, по специальности инженер-механик.
Трудовую деятельность начал с должности старшего диспетчера автотранспорта Столинской райсельхозтехники. Затем был назначен заведующим обменным пунктом ОАО «Столинский райагроснаб», позже перешёл на работу начальником передвижной механизированной колонны ОАО «Столинрайагросервис». Работал начальником филиала КУП «Брестоблдорстрой» Столинского дорожного ремонтно-строительного управления № 141.
Избирался депутатом Столинского районного Совета депутатов 26-го и 27-го созывов.
С 11 октября 2016 года являлся депутатом Палаты представителей Национального собрания Республики Беларусь шестого созыва, входил в состав Постоянной комиссии по жилищной политике и строительству.
17 ноября 2019 года на выборах в Палату представителей Национального собрания республики Беларуси от Столинского избирательного округа №16 вновь баллотировался в депутаты Национального собрания. Победил на выборах и получил мандат депутата. С 17 ноября 2019 года продолжил представлять интересы избирателей в парламенте. Работает заместителем председателя Постоянной комиссии по жилищной политике и строительству.
Женат, имеет трех дочерей.

## Награды и почетные звания
- Благодарственное письмо Президента Республики Беларусь,
- медаль «Защитнику Отечества»,
- медаль «За заслуги» I степени,
- почетная грамота Национального собрания Республики Беларусь,
- другие медали,
- Почётная грамота Совета Межпарламентской Ассамблеи государств — участников Содружества Независимых Государств (16 ноября 2023 года, Межпарламентская ассамблея СНГ) — за активное участие в деятельности Межпарламентской Ассамблеи и её органов, вклад в укрепление дружбы между народами государств — участников Содружества Независимых Государств[3].